# Dragontail Peak
Der Dragontail Peak, auch Dragon Tail, ist ein Berg in der Stuart Range im Chelan County im US-Bundesstaat Washington. Während der Besteigung eines benachbarten Gipfels bemerkten Lex Maxwell, Bob McCall und Bill Prater, dass die Spitzen des Grates südwestlich des Gipfels einen „dragon tail“ (englisch für „Drachenschwanz“) bildeten. Der Name wurde 1955 offiziell akzeptiert. An der Nordostflanke des Berges liegt der Colchuck Lake, welcher in den Mountaineer Creek entwässert; der Colchuck-Gletscher liegt unterhalb des Westhangs des Berges. An seiner Südseite fällt der Berg steil (50 % Gefälle) zum Ingalls Creek ab, welcher etwa 5.800 ft (ca. 1.770 m) unterhalb des Gipfels fließt.
Der Berg in der Alpine Lakes Wilderness wird vom Mount Stuart, dem Little Annapurna und dem Cannon Mountain flankiert und besteht aus einer Granit-Formation, welche die Stuart Range bildet. Der Dragontail ist der zweithöchste Berg der Kette, nur der 3,2 mi (5,1 km) westlich gelegene Mount Stuart (9.415 ft (2.870 m)) ist höher.
Die beiden Felsnadeln südwestlich des Gipfels, welche dem Berg den Namen gaben, sind anspruchsvolle alpine Kletterziele, die mehr als 20 Seilnachholungen beim Klettern erforderlich machen. Das Gebiet um den Dragontail Peak wird von Wildnis dominiert und ist vor wirtschaftlicher Entwicklung geschützt.
The Enchantments, nordöstlich des Dragontail, sind ein Gebiet hochaufgetürmter Gipfel mit „ewigem“ Schnee und Hochgebirgs-Seen. Sie bilden das Herz der Alpine Lakes Wilderness.